# Пам'ятники та пам'ятні дошки Умані
Стаття Пам'ятники Умані призначена для ознайомлення, в тому числі візуального з пам'ятниками міста Умані Черкаської області.

## Пам'ятники
| Назва                                                             | Рік встановлення | Розташування                                             | Фото              | Короткі відомості |
| Військовим частинам пам'ятник                                     |                  | По вулиці Праці на Лисій Горі                            |                   | Встановлено на честь військових частин та з'єднань, які брали участь у звільненні міста Умані в 1943 році |
| Гонті і Залізняку пам'ятник                                       | 2015             | поруч з заводом «Мегометр»                               | пам'ятник в Умані | Встановлено на честь очільників Коліївщини |
| Вічний вогонь меморіальний комплекс                               |                  | Біля старого корпусу УДПУ                                |                   | Складається з обеліска, «вічного вогню» та кам'яної плити з написами загиблих у німецько-радянській війні; в 2010 році ліворуч встановлено кам'яну зірку з плитами, де вказано прізвища героїв Радянського Союзу Уманського району                    |
| Воїнам-афганцям пам'ятний знак                                    |                  | По вулиці Незалежності                                   |                   | Встановлено в 1992 році на честь воїнів, які загинули в радянсько-афганській війні |
| Воїнам ВВВ меморіальний комплекс                                  |                  | По вулиці Київській                                      |                   | Складається з пам'ятного знаку, встановленого на честь невідомих воїнів, які загинули в роки німецько-радянській війні, їхньої братської могили з надгробком та каплички                                                                              |
| Воїнам ВВВ надгробки                                              |                  | Міщанське кладовище                                      |                   | Встановлено на братських могилах воїнів, які загинули в роки німецько-радянській війні |
| Воїнам ВВВ надгробки                                              |                  | Новоміщанське кладовище                                  |                   | Встановлено на братських могилах воїнів, які загинули в роки німецько-радянської війни |
| Воїнам ВВВ надгробок                                              |                  | Новоуманське кладовище                                   |                   | Встановлено на братській могилі воїнів, які загинули в роки німецько-радянської війни |
| Героям Чорнобиля пам'ятний знак                                   |                  | Біля УГПК                                                |                   | Встановлено на честь героїв Чорнобильської катастрофи |
| Глібку Ю. К., вихованцям УУЗС та воїнам ВВВ меморіальний комплекс |                  | По вулиці Глібка, на території УНУС                      |                   | Складається з могили та погруддя Героя Радянського Союзу Глібка Юрія Кіпріановича, пам'ятного знаку загиблим вихованцям УУЗС та братської могили воїнів, загиблим у німецько-радянській війні                                                         |
| Литвинову В. Н. надгробок                                         |                  | В сквері Котовського                                     |                   | Встановлено на могилі чекіста, зоркома Литвинова В. Н. |
| Льотчикам ВВВ надгробок                                           |                  | Міщанське кладовище                                      |                   | Встановлено на братській могилі льотчиків, які загинули в роки німецько-радянської війни |
| Міліціонерам ВВВ надгробок                                        |                  | На території Уманської відділку МВС України              |                   | Встановлено на братській могилі загиблих міліціонерів в роки німецько-радянської війни |
| Мічуріну І. В. погруддя                                           |                  | На території УНУС                                        |                   | Встановлено на честь вченого-біолога Мічуріна Івана Володимировича |
| На честь встановлення радянської влади в Умані пам'ятний знак     |                  | Біля міської та районної ради                            |                   | Встановлено на честь встановлення радянської влади в місті Умані |
| Піонтковському О. А. та Урбайлісу І. Ю. надгробок                 |                  | Біля старого корпусу УДПУ                                |                   | Встановлено на братській могилі більшовиків, борців за становлення Радянської влади в Умані О. А. Піонтковського та І. Ю. Урбайліса. |
| Пирогову М. І. погруддя                                           |                  | Біля міської поліклініки                                 |                   | Встановлено на честь хірурга Пирогова Миколи Івановича |
| Сільському господарству пам'ятник                                 |                  | Біля УПАЛ                                                |                   | Встановлено на честь механізації сільського господарства |
| Смірнову К. О. пам'ятний знак                                     |                  | По вулиці Смірнова на Новій Умані                        |                   | Встановлено на честь Героя Радянського Союзу Смірнова Костянтина Олексійовича |
| Студентам і викладачам УТМСГ пам'ятний знак                       |                  | На території УАТК                                        |                   | Встановлено на честь студентів та викладачів УТМСГ, загиблим в роки німецько-радянської війни |
| Танкістам пам'ятник                                               |                  | На площі Перемоги                                        |                   | Встановлено на честь танкістів, які брали участь у звільненні міста Умані |
| Тімірязєву К. А. погруддя                                         |                  | На території УНУС                                        |                   | Встановлено на честь вченого-біолога Тімірязєва Климента Аркадійовича |
| Учасникам підпільних груп пам'ятний знак                          |                  | На фасаді старого корпусу УДПУ                           |                   | Встановлено на честь учасників підпільно-патріотичних груп в місті Умані |
| Черняховському І. Д. погруддя                                     | 1947             | У сквері Черняховського                                  |                   | Встановлено на честь радянського військового діяча, генерала армії двічі Героя Радянського Союзу Івана Даниловича Черняховського в 1947 році. Скульптор Є. В. Вучетич, архітектор Я. Б. Белопольський                                                 |
| Шевченку Т. Г. пам'ятник                                          | 1981             | у сквері по вулиці Незалежності над Осташівським ставом  |                   | Пам'ятник Тарасові Григоровичу Шевченку було урочисто відкрито у чергові «Шевченківські дати» 9 березня 1981 року. Автори монумента — народний художник України скульптор О. П. Скобликов і лауреат Державної премії УРСР архітектор А. Ф. Ігнащенко. |
| Героям за визволення Радянської Батьківщини надгробок             |                  | На території продуктової бази по вулиці Залізняка        |                   | Встановлено Героям, що боролись за вигнання нацистських окупантів з СРСР 1941—1945 років. |
| Загиблим євреям Уманщини надгробок                                |                  | Біля військових частин за гаражним кооперативом «Дачний» |                   | Встановлено 25000-ам вбитих Уманських євреїв восени 1941 року. |
| Братська могила пам'ятний знак                                    |                  | По вул. Енергетичній, напроти «Шансу»                    |                   | Встановлено на честь радянських військовополоненних, які загинули в 1941—1942 рр. |
| Пам'ятник жертвам репресій пам'ятник, меморіал                    |                  | По пров. Залізняка, територія католицького кладовища     |                   | Встановлено на честь річниці геноциду українського народу, які загинули в 1932—1933 роках. |

## Пам'ятні дошки
| Назва                                                      | Рік встановлення | Розташування                           | Фото | Короткі відомості                                                                         |
| Демуцькому П. Д. пам'ятна табличка                         |                  | На фасаді Уманського музичного училища |      | Встановлено на честь українського композитора та диригента Демуцького Порфирія Даниловича |
| На честь 240 річниці повстання 1768 року пам'ятна табличка |                  | На фасаді Водяного млина               |      | Встановлено на честь 240-ї річниці національно-визвольного повстання 1768 року            |

## Колишні пам'ятники
| Назва                          | Дата встановлення | Дата знесення   | Розташування            | Фото | Короткі відомості                              |
| Леніну Володимиру пам'ятник    |                   | 22 лютого 2014  | Площа Соборності        |      |                                                |
| Григорію Котовському пам'ятник | 1957              | 30 березня 2015 | Сквер імені Котовського |      | Скульптори: Еліус Фрідман та Юхим Білостоцький |
| Калініну                       | 1963              |                 |                         |      | скульптор В. Є. Мілько                         |

## Виноски
1. ↑  В Умані з'явився довгоочікуваний пам'ятник Гонті та Залізняку. Архів оригіналу за 26 листопада 2015. Процитовано 26 листопада 2015.
2. ↑  Умань, Тальне // Бас Віталій Шевченків край. — К.: Мистецтво, 1989. — С. 106.
3. ↑  В Умані звалили пам'ятник Леніну
4. ↑  В Умані демонтовано пам'ятник Г. І. Котовському